# Symplocos crassilimba
Symplocos crassilimba är en tvåhjärtbladig växtart som beskrevs av Elmer Drew Merrill. Symplocos crassilimba ingår i släktet Symplocos och familjen Symplocaceae. Inga underarter finns listade i Catalogue of Life.